# Geschichten aus der Schattenwelt
Geschichten aus der Schattenwelt ist ein US-amerikanischer Horrorfilm von John Harrison aus dem Jahr 1990. Der Film ist in drei Episoden eingeteilt und in eine Rahmenhandlung gefasst. Er basiert auf der TV-Serie „Geschichten aus der Schattenwelt“. Die Episoden wurden geschrieben von Arthur Conan Doyle (Lot 249), Stephen King (Die Höllenkatze) und Michael McDowell (Der Schwur der Liebenden).

## Handlung

### Prolog
Die Hexe Betty hält den kleinen Timmy in einem Verlies hinter ihrer Küche gefangen und will ihn für eine Dinner-Party in den Ofen schieben. Um nicht als Braten zu enden, liest Timmy der Hexe drei Gruselmärchen aus einem Buch vor.

### Lot 249
Die erste Geschichte handelt von dem Studenten Bellingham, welcher von seinen Mitschülern Susan und Lee um ein Stipendium betrogen wurde. Als Rache reanimiert Bellingham eine Mumie und nutzt diese, um die beiden zu ermorden. Susans Bruder Andy lebt mit Bellingham in einem Haus und konnte hören, wie er die Mumie mit einem Zauberspruch zum Leben erweckte. Nach der Beerdigung seiner Schwester übt Andy Rache an Bellingham und verbrennt das Pergamentpapier mit den Zauberformeln. Er kann Bellingham jedoch nicht töten und lässt ihn laufen, unter der Voraussetzung ihn nie wieder sehen zu müssen. Im Wagen holt Bellingham eine Schriftrolle hervor und liest daraus vor. Plötzlich stehen die verwesten Leichen von Susan und Lee in Andys Wohnung.

### Die Höllenkatze
Ein reicher, alter Mann namens Drogan bestellt den Auftragskiller Halston in sein Haus und bietet ihm viel Geld für den Mord an einer Katze an. Halston denkt zunächst, der alte Mann sei verrückt, aber nimmt den Auftrag des Geldes wegen an. Drogan fährt in die Stadt und wünscht bei Wiederkehr, die Katze tot zu sehen. Nach und nach muss der Killer schmerzlich feststellen, das der Auftrag nicht so leicht ist, wie er vermutete. Nach einer Hetzjagd durch das Haus und einigen Versuchen, sie zu töten, wird er von der Katze überwältigt. Sie frisst sich durch den Mund in seinen Körper und verweilt dort. Als Drogan nach Hause kommt sieht er den blutverschmierten Körper Halstons auf dem Boden liegen. Die Katze kriecht nun aus dessen Mund und springt auf Drogans Schoss, dieser gerät in Panik und verstirbt an einem Herzanfall.

### Der Schwur der Liebenden
Der erfolglose Künstler Preston ist am Tiefpunkt seiner Karriere und sein Agent jagt ihm zum Teufel. Frustriert betrinkt er sich in der Bar seines Freundes Jer und bleibt dort bis spät in der Nacht. Als er zu betrunken ist, um alleine zu gehen, beschließt Jer, ihn nach Hause zu bringen. Vor der Bar begegnen sie einem lebendig gewordenen Wasserspeier, welcher dem Barbesitzer aus Notwehr den Kopf abschlägt. Preston fleht um sein Leben und das Monster erbarmt sich, jedoch nur um einen Schwur fürs Leben. Preston muss dem Monster versprechen, nie über dessen Existenz zu sprechen, er tut es und das Monster verschwindet. Kurz darauf trifft er die schöne Carola, er bietet ihr an, aus seiner Wohnung aus ein Taxi zu rufen, da es draußen nicht sicher wäre. Sie geht mit, findet Gefallen an ihm und verbringt schließlich die Nacht mit Preston. In der nachfolgenden Zeit verschafft sie seiner Karriere neuen Schwung und sie bekommen gemeinsam zwei Kinder, sie heiraten und Preston ist ein glücklicher Mann. Zehn Jahre später könnte Prestons Leben kaum besser sein, wäre da nicht die schreckliche Erinnerung an die damalige Nacht. So entschließt er, seiner Frau davon zu erzählen und zeigt ihr eine Statue des Monsters. Sie reagiert wütend und wirft ihm vor, sein Versprechen gebrochen zu haben. Dann verwandelt sie sich unter Schmerzen in das Monster. Die Kinder verwandeln sich ebenfalls und Preston bricht unter Tränen zusammen. Das Monster sagt, er habe das Schicksal seiner Familie besiegelt und beißt ihn in den Hals, woran er verstirbt. Nun kehrt das Monster zusammen mit seinen Kindern an den Platz auf dem Dach zurück und sie erstarren dort zu Stein.

### Epilog
Die Hexe hat genug gehört und will Timmy endlich ausnehmen und in den Ofen schieben. Sie sperrt das Verlies auf und schiebt den Servierwagen mit den Schlachtutensilien hinein. Als sie mit dem Schlachtmesser auf Timmy zugeht, wirft dieser einige Murmeln aus seiner Tasche auf den Boden, die Hexe rutscht aus und landet mit dem Rücken auf dem Block mit Metallspießen auf dem Servierwagen. Dieser rollt in die Küche zurück, Timmy kann an den Schlüsselbund gelangen und sich von seiner Kette befreien. Er schubst die blutende und vor Schmerzen schreiende Hexe in die körpergroße Bratform auf dem Ofenrost, der sich in den Ofen zurückbewegt. Die Flammen lodern auf und die Hexe erleidet das Timmy zugedachte Schicksal. Dieser schaut in die Kamera und sagt: „Es geht doch nichts über ein Happy End“.

## Hintergrund
Die Episode „Die Höllenkatze“ basiert auf einer gleichnamigen Kurzgeschichte von Stephen King aus dem Jahr 1977, in der die Katze den Killer allerdings in dessen Auto tötet, und „Lot 249“ stammt ursprünglich von Arthur Conan Doyle. Die Geschichte „Der Schwur der Liebenden“ stammt von Michael McDowell; sie nimmt Bezug auf die Figur Yuki-onna aus der japanischen Mythologie.
Geschichten aus der Schattenwelt war zunächst eine Fernsehserie. Auch in dieser gibt es zwei Kurzfilme nach einer Vorlage von Stephen King, nämlich „Die Todesbotschaft (Richtig verbunden?)“ und „Der Textcomputer der Götter“.
Die Indizierung des Films wurde im September 2016 aufgehoben.

## Produktion
Gedreht wurde 8 Wochen lang in einem alten Schulgebäude in New York City. Die Figur der „Höllenkatze“ wurde in den meisten Szenen von einer Puppe gedoubelt, da dies einem Tier nicht zugemutet werden konnte. Die Flügel des Monsters in „Der Schwur der Liebenden“ wogen 50 kg.
Das Budget des Films betrug circa 3,5 Millionen US-Dollar. Schon in der ersten Woche spielte der Film mehr als 10 Millionen Dollar ein.

## Rezensionen
„casting that is savvier than the horror norm, and [to] direction by John Harrison that is workmanlike and sometimes even witty, at least it's fun.“

„Besetzung, die klüger ist als die Gruselnorm, und eine Regie von John Harrison, die fachmännisch und manchmal sogar geistreich ist, zumindest lustig.“

„Im Stile von "Creepshow" hat Regisseur John Harrison drei Gruselepisoden fürs Kino inszeniert, die unter dem Titel der beliebten Horror-TV-Serie "Geschichten aus der Schattenwelt" zusammengefaßt wurden. Verbunden durch eine Rahmenhandlung werden Kurzgeschichten [...] kurzweilig, angenehm altmodisch und mit einem Schwerpunkt auf Atmosphäre erzählt. Die mit Popstar Debbie Harry, Christian Slater ("Hart auf Sendung") und Rae Dawn Chong ("Soul Man") ausgesprochen stark besetzte Gruselschau bietet außerdem einige drastische Spezialeffekte.“